# ماریلنا ویدمر
ماریلنا ویدمر (انگلیسی: Marilena Widmer؛ زادهٔ ۷ اوت ۱۹۹۷) بازیکن فوتبال اهل سوئیس است.
از باشگاه‌هایی که در آن بازی کرده‌است می‌توان به باشگاه ورزشی یانگ بویز برن اشاره کرد.
وی همچنین در تیم ملی فوتبال زنان سوئیس بازی کرده‌است.